# Bir Bhadur Chettri
Bir Bhadur Chettri, född den 7 september 1955, är en indisk landhockeyspelare.
Han tog OS-guld i herrarnas landhockeyturnering i samband med de olympiska landhockeytävlingarna 1980 i Moskva.